# Typhonium jinpingense
Typhonium jinpingense är en kallaväxtart som beskrevs av Z.L.Wang, H.Li och F.H.Bian. Typhonium jinpingense ingår i släktet Typhonium och familjen kallaväxter. Inga underarter finns listade.